# Initiative populaire « Interdiction d'abattre le bétail de boucherie sans l'avoir préalablement étourdi »
L'initiative populaire « Interdiction d'abattre le bétail de boucherie sans l'avoir préalablement étourdi » est une initiative populaire suisse, approuvée par le peuple et les cantons le 20 août 1893. Il s'agit de la première initiative populaire acceptée par le peuple depuis la création de cette possibilité en 1891, mais aussi la seule disposition constitutionnelle sur la protection des animaux en Suisse jusqu'en 1973. C'est la seule votation fédérale organisée dans le pays cette année-là.

## Contenu
L'initiative propose d'ajouter un nouvel article 25bis à la Constitution fédérale, précisant qu'il est interdit d'abattre le bétail sans avoir étourdi les animaux au préalable.
Le texte complet de l'initiative peut être consulté sur le site de la Chancellerie fédérale.

## Déroulement

### Contexte historique
Il s'agit d'une des premières manifestations concrètes du développement de la prise en compte de la condition animale en Suisse au XIXe siècle, animée par les premières associations pour la protection des animaux inspirées du modèle anglais créé Berne en 1843 et à Zurich en 1853, puis centralisées au niveau national en 1861.
Critiquant à la fois l'égorgement sans étourdissement et le fait que l'animal abattu soit d'abord jeté à la renverse comme des procédés inutilement générateurs de souffrances, les initiateurs de l'initiative populaire niaient aussi l'aspect religieux de la pratique sur la base d'arguments mis en avant par l'ancien rabbin devenu libre-penseur, Jacob Stern.
Un climat d'antisémitisme latent en Europe a contribué à soutenir le renfort populaire pour cette initiative populaire, avec des différences très marquées entre cantons opposant notamment certains cantons alémaniques où le soutien était quasi total (Argovie, Zurich, Schaffhouse) et des cantons tels que celui de Vaud, Genève et Tessin où le rejet était tout aussi marqué.

### Récolte des signatures et dépôt de l'initiative
La récolte des 50 000 signatures nécessaires a débuté le 10 mai 1892. Le 15 septembre 1892, l'initiative a été déposée à la chancellerie fédérale qui l'a déclarée valide.

### Discussions et recommandations des autorités
Le parlement recommande le rejet de cette initiative, sous l'argument principal qu'elle limite la liberté de conscience et de culte du judaïsme, en contradiction avec la Constitution garantissant la liberté de culte. Le caractère religieux de la pratique est cependant nié par les initiateurs, à renfort d'argument grâce au soutien d'un ancien rabbin Wurtembourgeois, Jacob Stern.

### Votation
Soumise à la votation le 20 août 1893, l'initiative est acceptée par 10 3/2 cantons et par 60,1 % des suffrages exprimés. Le tableau ci-dessous détaille les résultats par cantons :

## Effets
L'article constitutionnel accepté à la suite de cette initiative est étendu le 2 décembre 1973, pour spécifier en particulier que « la législation sur la protection des animaux est du ressort de la Confédération » et que les « interventions et essais sur les animaux vivants » doivent être sujets à cette législation.
Une loi fédérale sur la protection des animaux est alors préparée et présentée au Parlement qui l'accepte en 1978. Un référendum est cependant lancé contre cette loi, en particulier par des groupes jugeant qu'elle ne va pas assez loin dans la protection des animaux ; elle est toutefois acceptée en votation le 3 décembre 1978, puis complétée par une ordonnance du 27 mai 1981 entrée en vigueur le 1er juillet 1981. La loi, dans son article 21, précise l'interdiction de l'abattage rituel des animaux en limitant l'obligation d'étourdissement préalable aux mammifères, excluant donc les volailles du champ d'application de la loi. Cette disposition a été conservée lors des révisions de la Constitution fédérale au nom de la protection des animaux, et malgré plusieurs contestations de groupes considérant cette interdiction comme étant contraire à la liberté religieuse, et en particulier la Fédération suisse des communautés israélites FSCI/SIG.